# Acid fenolic

Structura chimică a acidului salicilic, un acid fenolic comun

Acizii fenolici sau acizii fenol-carboxilici sunt o clasă de acizi carboxilici aromatici care conțin o grupă hidroxil fenolică (schelet de tipul C6-C1). În natură, cei mai răspândiți acizi fenolici sunt acizii hidroxibenzoici și acizi hidroxicinamici, care sunt derivați hidroxilici de acid benzoic și acid cinamic.